# Doble cara
Doble cara es la versión Mexicana de PokerFace (Reino Unido) emitido por TV Azteca (Azteca Trece).
Salió al aire por primera vez el 26 de mayo de 2007 y culminó sus transmisiones el 1 de mayo de 2010, aunque el 10 de noviembre de 2012 regreso al aire.
El programa era conducido por Rodrigo Murray.
El programa culminó para dejar espacio a otro juego de concursos llamado Password La palabra secreta. Comenzó de nuevo sus transmisiones el 27 de abril de 2013, actualmente se transmite todos los sábados a las 10:00pm pero el 2 de junio del mismo año se cambió a los domingos a las 9:30pm para dar espacio a México baila, pero el 27 de julio del mismo año terminó su temporada para dar espacio al programa de concursos El Rival Más Débil.

## Premio
El Ganador se lleva un premio en efectivo de $100,000.00 pesos, aunque el 25 de octubre de 2008, en un programa especial con celebridades del espectáculo, el premio fue un automóvil

## Mecánica Del Juego
Cada semana se tiene a 6 concursantes compitiendo.
Es un juego de preguntas de opción múltiple con 5 rondas. La primera ronda tiene 8 preguntas y las demás, sólo 5. Para cada preguntas habrá tres posibles respuestas y solo 4 segundos para contestar.
Al finalizar cada ronda, los jugadores conocerán su propio puntaje y el dinero acumulado, pero no el de sus adversarios.
Ensenguida llega la hora del "destape", en el que deben tomar la decisión de presionar o no el botón, ya que el que lo haga saldrá con su dinero acumulado. En el caso de que nadie lo presione tendrá que abandonar el juego el último lugar en el marcador sin su dinero acumulado.

## Variaciones Internacionales
| País        | Nombre       | Estación De T.V. | Premio (Premio Máximo en Caso de Final)                                    |
| ----------- | ------------ | ---------------- | -------------------------------------------------------------------------- |
| Australia   | The Con.Test | Network Ten      | $50.000,00                                                                 |
| Brasil      | O Jogador    | Rede Record      | R$50,000                                                                   |
| Colombia    | El Jugador   | RCN              | $200,000,000                                                               |
| Hungary     | PókerArc     | RTL Klub         | 2,000,000 Ft (7,000,000 Ft en final semanal y 50,000,000Ft en super final) |
| Indonesia   | Duel Poker   | NET.             | Rp.200.000.000,00                                                          |
| Reino Unido | PokerFace    | Ant & Dec        | £50,000 y £1,000,000 en la final                                           |
| Portugal    | Jogoduplo    | RTP 1            | 10.000 €                                                                   |

## Otros formatos
Existen otros formatos en Polonia, Noruega, Vietnam y en Portugal , este último es el más reciente en salir al aire y tiene un premio de €10,000 y en la final de 	€50,000.